# Przepływność
Przepływność (ang. bit rate, bitrate) – ilość informacji (bitów) transmitowanych w jednostce czasu poprzez kanał komunikacyjny.
Mierzona jest w bitach na sekundę (b/s lub bps, od ang. bits per second) lub, rzadko, w bajtach na sekundę (B/s lub Bps) i ich wielokrotnościach: kb/s, Mb/s, Gb/s, kB/s, MB/s. W praktyce spotykane są zarówno prefiksy dziesiętne (k = 1000, M = 1 000 000), jak i binarne (K = 1024, M = 1 048 576). Nie są stosowane inne przedziały czasowe niż sekunda.
Ze względu na tę samą jednostkę przepływność jest często mylnie utożsamiana z przepustowością. Ta pierwsza jest miarą chwilowego natężenia strumienia danych, natomiast ta druga stałym parametrem charakteryzującym tor lub kanał komunikacyjny.

## Wyznaczanie przepływności
Przepływność oblicza się według następującego wzoru:
{\displaystyle K=V\cdot \log _{2}(n),}
gdzie:
{\displaystyle V} – szybkość generowania znaków, w bodach,
{\displaystyle n} – wartościowość sygnału (binarny – 2, ósemkowy – 8 itd.).